# Mario Corti (Fußballspieler)
Mario Corti (* 16. November 1931 in Genua; † 13. Januar 2020) war ein italienischer Fußballspieler, der im Laufe seiner Karriere für Sampdoria Genua und Catania Calcio in der Serie A spielte.

## Karriere
Corti kam gegen Ende der Saison 1948/48 für Sampdoria Genua zu seinem Debüt in der Serie A. 1950 gewann er mit der Jugendmannschaft von Sampdoria das Torneo di Viareggio durch einen 2:1-Erfolg im Finale über die AS Rom. Zu drei weiteren Ligaeinsätzen reichte es für Corti erst in der Saison 1951/52 und er wechselte anschließend in die Serie B zur US Piombino. Nach nur einem Jahr bei Piombino schloss er sich 1953 dem Zweitligisten AC Monza an und absolvierte für den Klub in den folgenden vier Spielzeiten 104 Partien. 
1957 wechselte Corti zu Catania Calcio, das unter Trainer Carmelo Di Bella 1960 den Aufstieg in die Serie A schafften. Von 1960 bis zu seinem Abgang 1964 war der Libero Kapitän der Rot-Blauen. Seine Karriere ließ er dann bei der unterklassigen Mannschaft von Paternò Calcio ausklingen.
Nach seiner Karriere wanderte er nach Australien aus. 